# Calliandra pedicellata
Calliandra pedicellata är en ärtväxtart som beskrevs av George Bentham. Calliandra pedicellata ingår i släktet Calliandra och familjen ärtväxter. Inga underarter finns listade i Catalogue of Life.